# Diptilon chrysocraspis
Diptilon chrysocraspis är en fjärilsart som beskrevs av George Francis Hampson 1898. Diptilon chrysocraspis ingår i släktet Diptilon och familjen björnspinnare. Inga underarter finns listade i Catalogue of Life.